# Hiệu ứng Droste

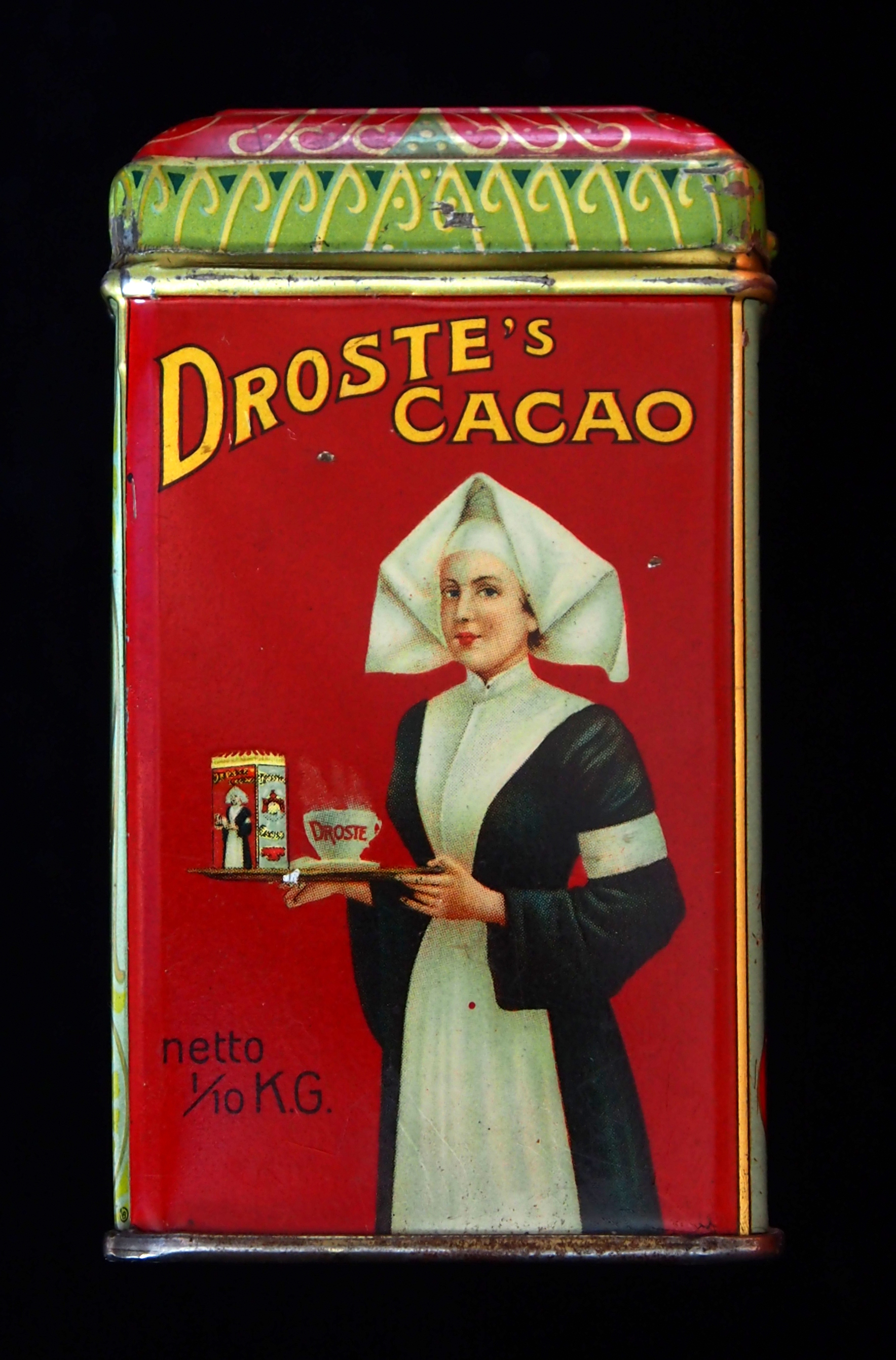
Hiệu ứng Droste: Người phụ nữ cầm chiếc hộp cacao có hình chính mình cầm hộp cacao. Trên hộp cacao đó lại có hình của chính người phụ nữ cầm hộp cacao..., cứ thế tiếp tục mãi mãi.

Hiệu ứng Droste - được biết đến trong ngành huy chương học dưới tên "mise en abyme" là hiệu ứng mà một hình ảnh xuất hiện trong chính nó, trong một nơi mà một hình ảnh tương tự trong thực tế sẽ được dự kiến sẽ xuất hiện .Sự xuất hiện mang tính đệ quy: phiên bản nhỏ hơn có một phiên bản nhỏ hơn nữa ở trong, và như vậy. Theo lý thuyết, việc này có thể tiếp tục mãi mãi, thực tế, nó chỉ tiếp tục chỉ khi độ phân giải của hình ảnh còn cho phép hoặc người họa sĩ vẫn còn khả năng vẽ nhỏ hơn, thường thì sẽ tương đối ngắn vì mỗi lần lặp lại sẽ làm giảm kích thước của hình ảnh. Đó là một ví dụ mang tính thị giác về một strange loop (en), một hệ thống có tính tự gọi liên tục vốn là nền móng của hình học phân dạng.

## Nguồn gốc

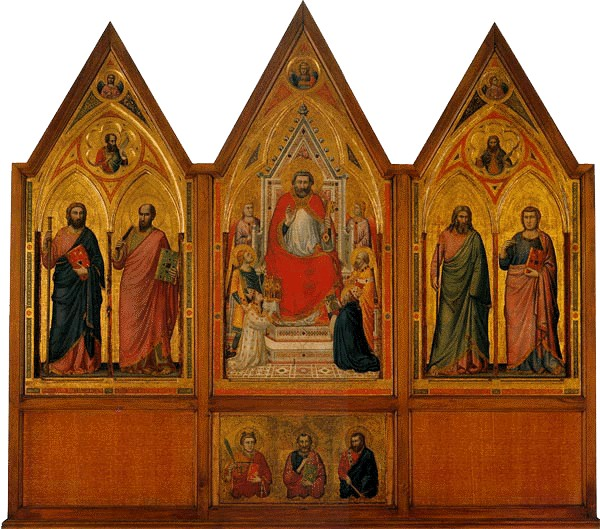
Mặt trước tác phẩm Stefaneschi Triptych, để ý ở chính giữa bên tay trái trái người xem (bên tay phải Thánh Peter) sẽ thấy Đức Hồng y đang cầm chính tác phẩm này
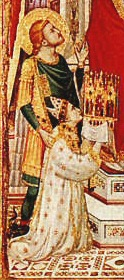
Hiệu ứng Droste trong tác phẩm Stefaneschi Triptych
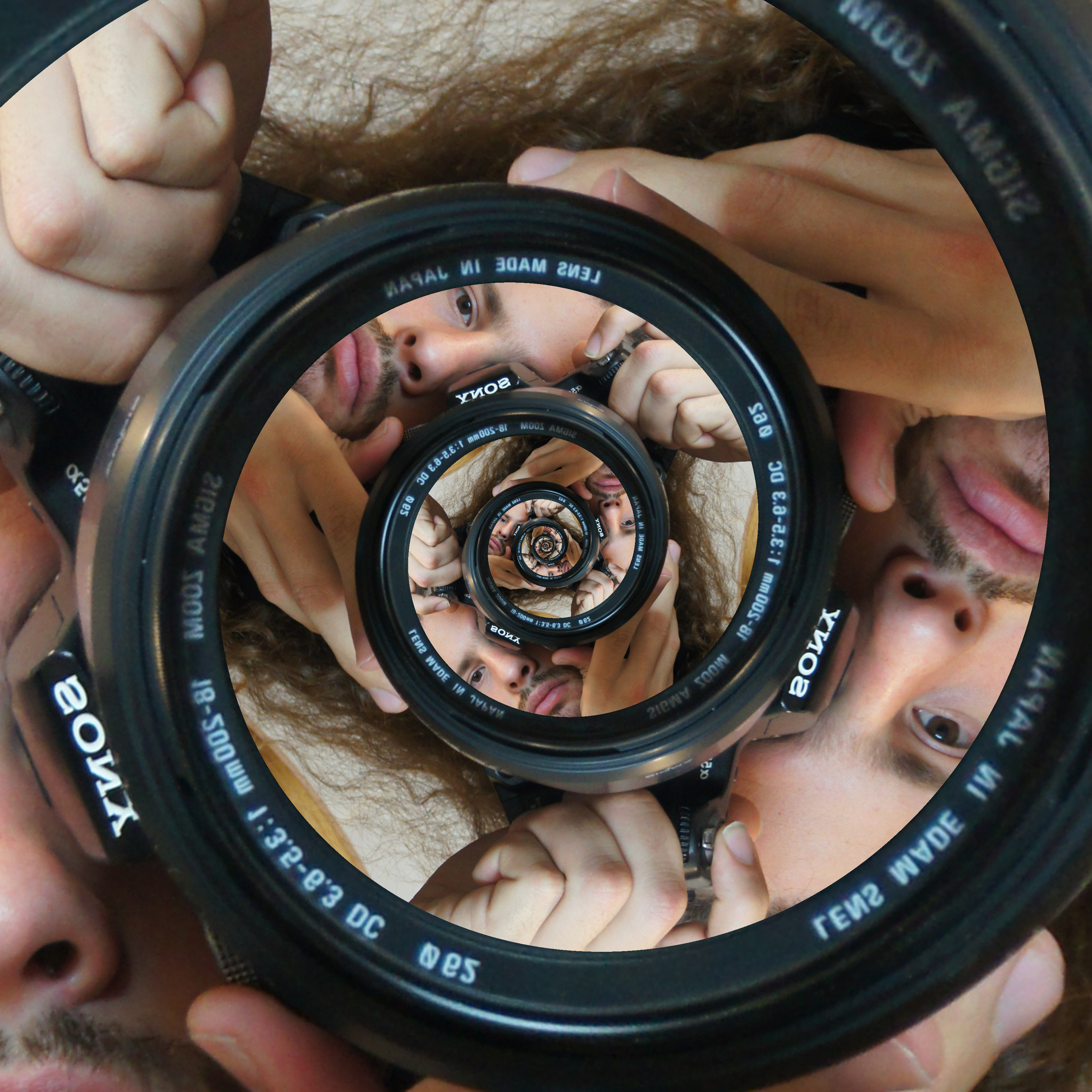
Hiệu ứng Droste tạo bởi Photoshop

## Hình ảnh

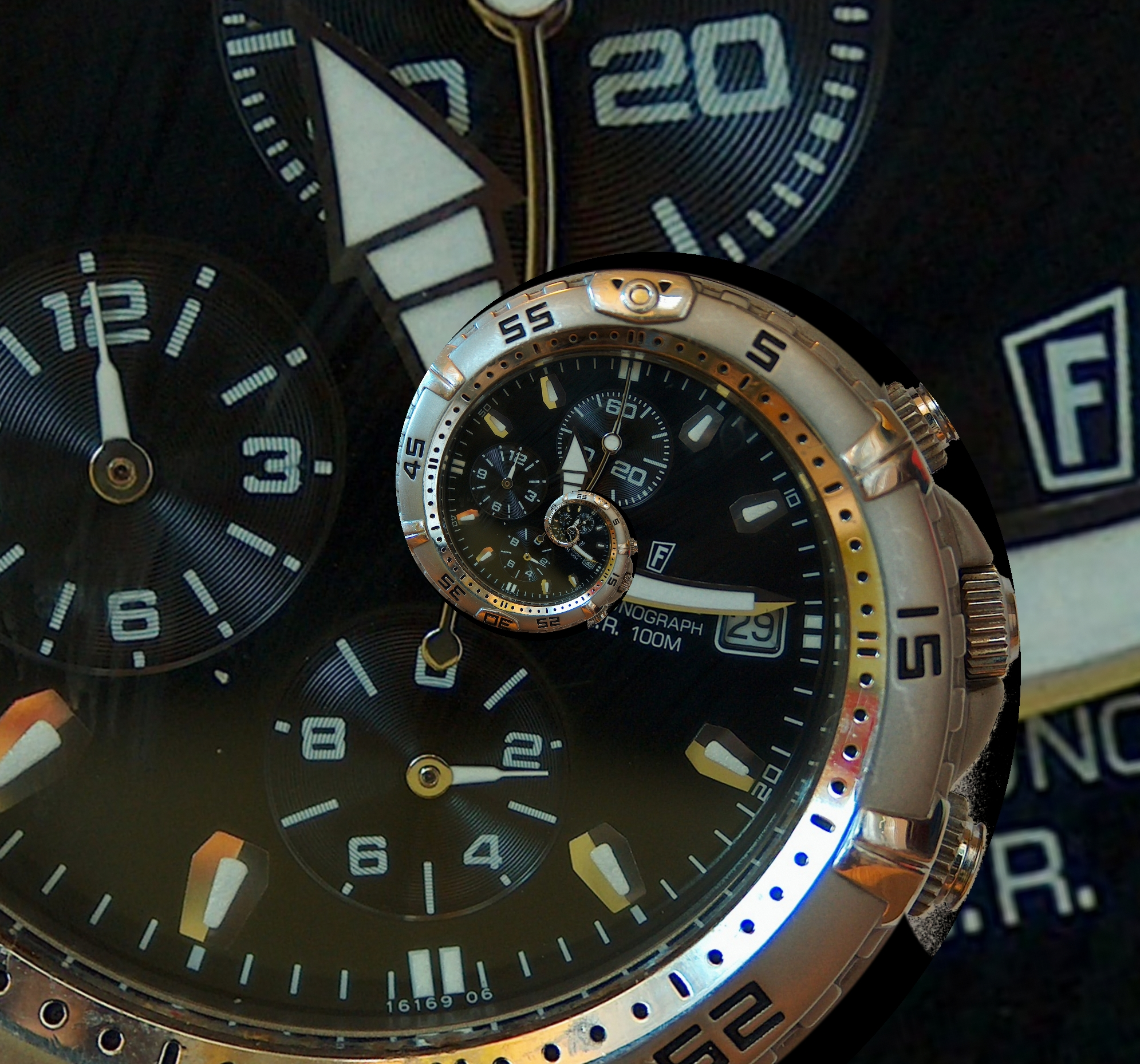
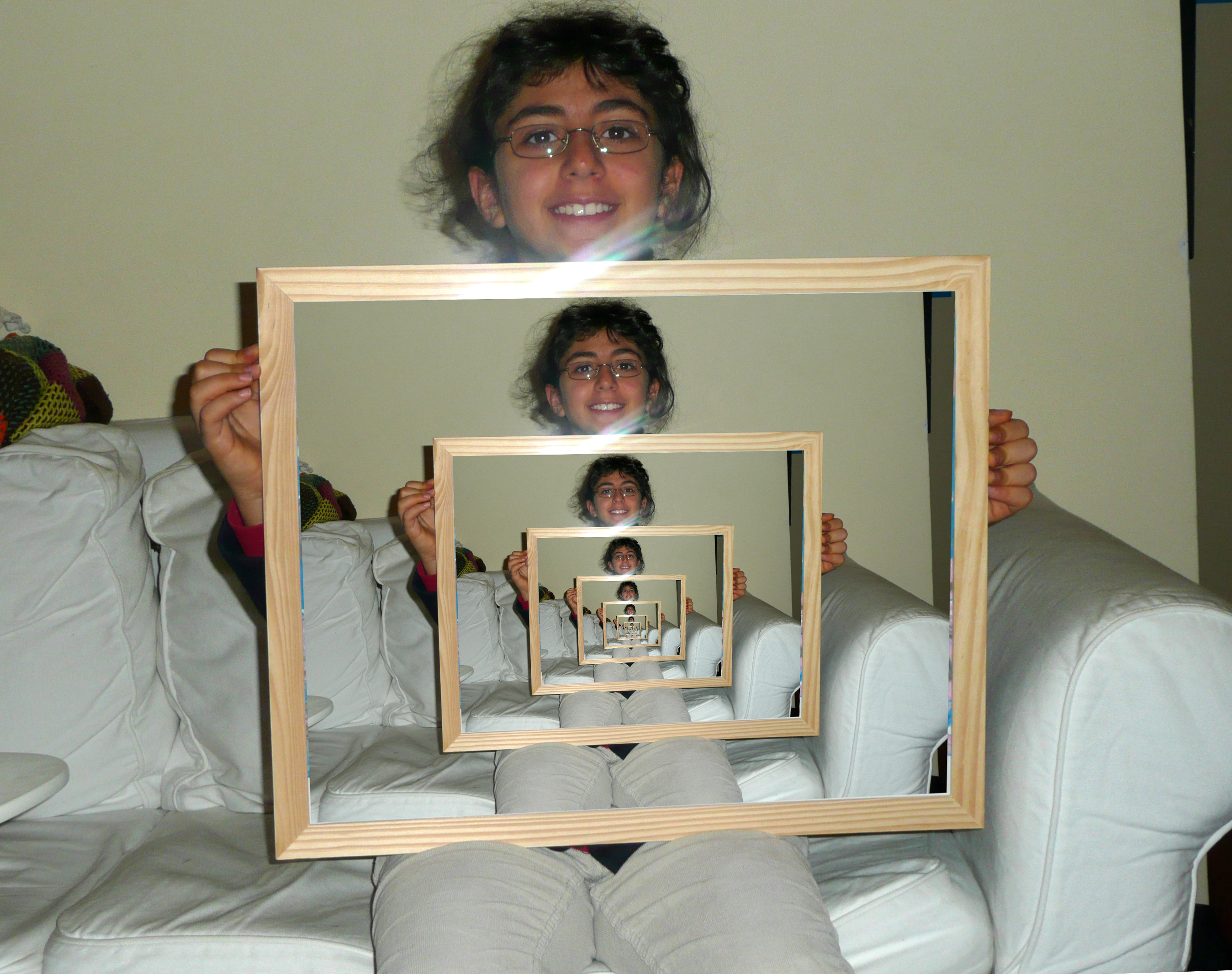
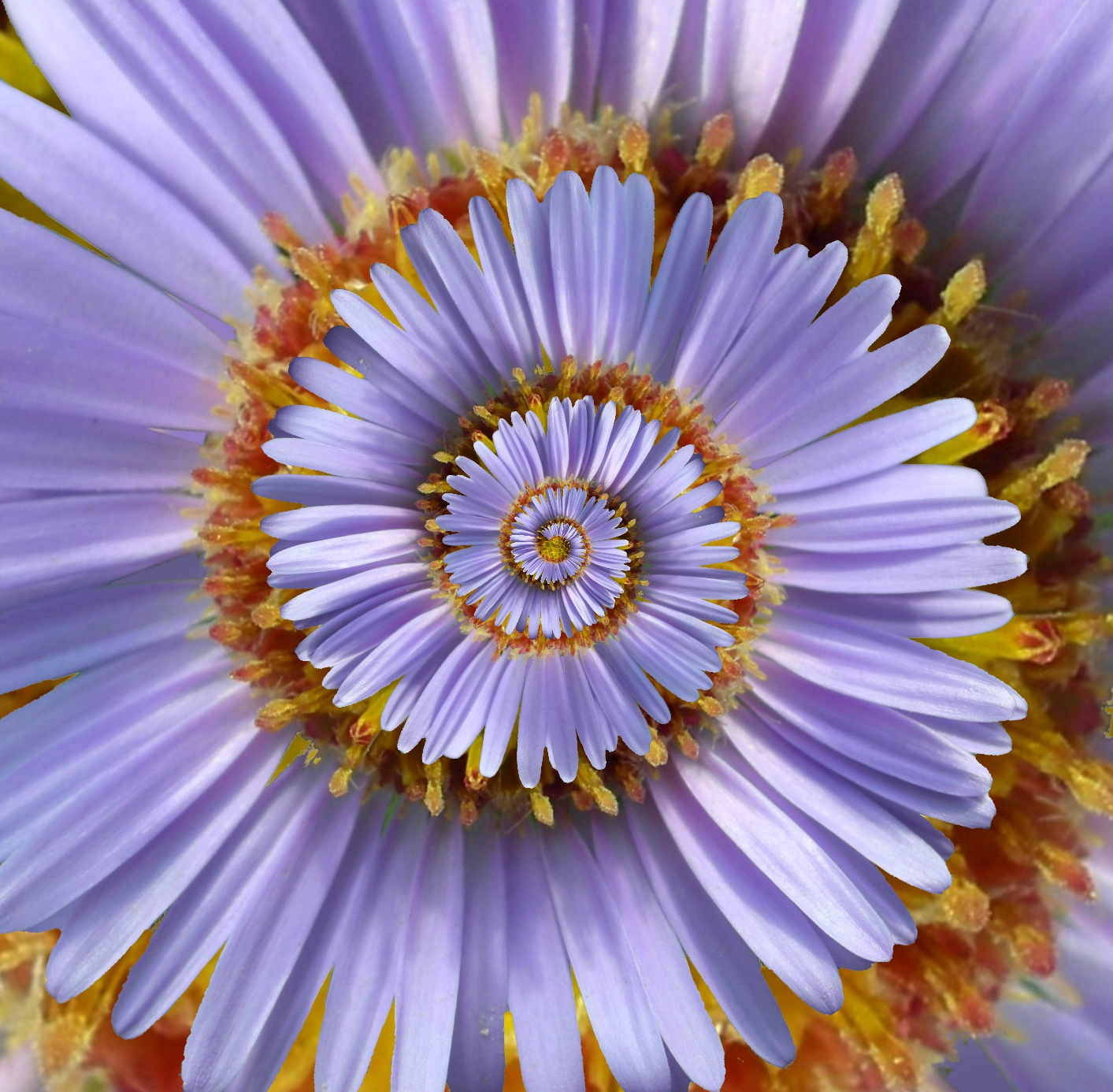
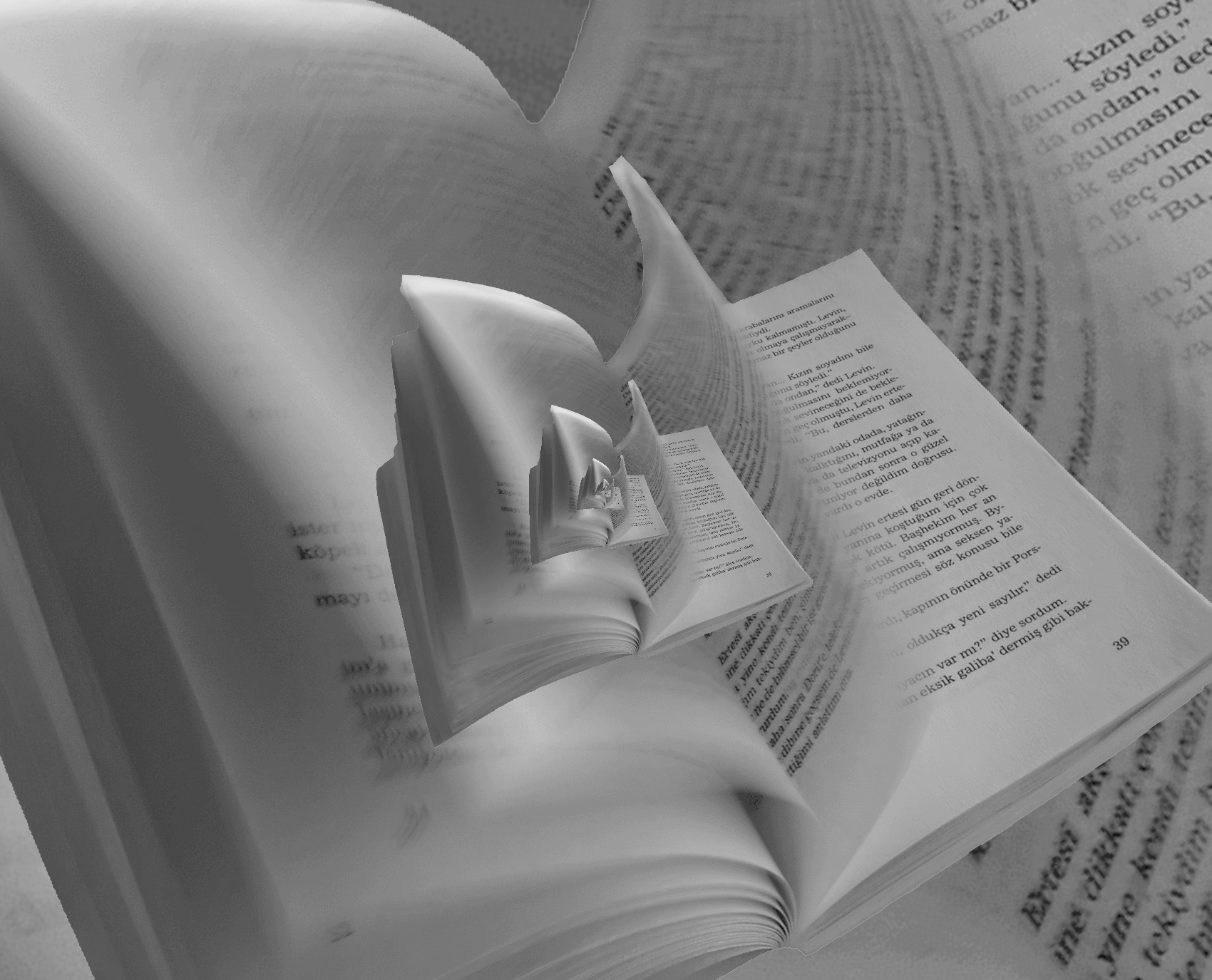